# لهجة وهرانية
لهجة وهرانية أو لهجة الغرب الجزائري هي الشكل الإقليمي الغربي للدارجة الجزائرية، هي مجموع اللهجات المتحدثة في القطاع الوهراني أو الغرب الجزائري.
وهي تنتمي إلى ما يسمى بعائلة « الدارجة الجزائرية » والعائلة الكبيرة المعروفة باسم « اللهجات المغاربية ».

## تاريخ
في القرون الأولى بعد انتشار الإسلام في المنطقة كانت مدينة تلمسان محور التعريب اللغوي في المنطقة، وفقاً لمثلث تلمسان-هنين- رشقون. من هذه العملية جاءت ما يسمى بلهجات «ما قبل الهلالية» وهي اللهجة التلمسانية ووالقرويين في الضواحي. تم إثراء اللهجات ما قبل الهلالية أو «الغير هلالية» لاحقا باللاجئين من الأندلس في القرن الخامس عشر والمورسكيون في القرن السابع عشر.
شهد القرن الثالث عشر وصول القبائل العربية الهلالية، التي اندمجت مع السكان الأمازيغ في المرتفعات وتعربت لغتهم، والتي هاجرت إلى وهران. وشهدت هذه الفترة إدخال شكل جديد من اللهجات أو ما يسمى «لهجات هلالية».

## توزيع
وفقا لأعمال جان كانتينيو، التي أجريت بين عامي 1937 و1939، هناك أربع لهجات رئيسية:
- قبل الهلالية، ما تسمى «المستقرة»:[4]
  - اللهجات قبل الهلالية الحضرية «بلدي» في مدن تلمسان ومستغانم[5]، تحدث بها سابقا أيضا في وهران، معسكر مازونة[6] ؛
- بعد الهلالية، ما تسمى «البدوية»:[4]
  - اللهجات التلية مقسمة إلى مجموعتين: اللهجة الشرقية (بالقرب من المناطق التلية في وسط الجزائر) ولهجة التل في الغرب ومنطقة انتقالية بين هاتين اللهجتين؛
  - اللهجات الانتقالية بين اللهجات التلية والصحراوية في الهضاب العلية.

## مفردات
- نعم: واه
- لا: لْا
- جيد، بخير: غايا
- تمامًا/مباشرة: نيشان
- حسنا: صحا
- شكرا: صحيت
- سوف: غادي
- أريد، أحب: باغي، نبغي
- كيف حالك؟: كيراك؟
- ماذا؟: شاه؟ (شاوالا؟)
- ما بك: مالك؟
- أين؟: وين؟
- متى؟: وينتا؟
- على أي ساعة؟: قيساش؟
- عندما: مين
- أتذكر: نعقل
- أمزح: نزعق
- تعال: أرواح
- إذهب: روح
- إدفع: دمر
- إحذر: أحرز
- أفق: أفطن
- تنحى جانبا: لز، وخر
- أرسل: زيفط
- وجد: لقا، صاب
- التقى: تلاقا
- أطلب: سقسي
- انتظر: قارغ، صْبُر
- يجب: يليق
- بازلاء: پيزي، جلبان
- جزر: كاروتا/زرودِيَا
- كل: قع
- تماما: نيشان
- متماثل: كيفكيف
- ولد: شير
- بنت: شيرا
- كبير السن: شيباني
- كبيرة السن: شيبانية
- امرأة، زوجتي: مرا، مرتي
- طفل: بز
- رضيع: غريان
- جيران: جوارين
- أصهب: روكين، روجي
- شقراء: روخو
- المطر: اْنو
- حلزون: ببوش
- برد: تبرلو
- ساخن: حامي
- رجاءا: حمبوك (يرحم أبوك)
- أوروبي: ڨاوري
- غبي: عڨون، بهلول
- مجنون: مهبول
- كاذب: كذاب/قلاي
- نزهة: تحويسة
- سيارة: لوطو
- ديك رومي: داندو
- ضفدع: جرانة
- أرنب: ڨنينة
- درج خزانة: قجر
- الدولاب: ميروا
- الشمندر: باربا
- انتظر: قارع
- اعطني قليلا: اتشو شويا
- ماذا أصابك: مالك
- الحافلة: لبوس
- المنشفة: السربيتة
- المرق (الحساء): المرڨة

### استجواب
- ما، ماذا؟: شا، شاوالا؟
- مابك: مالك - شاوالا هذا؟ (ما هذا)، شا خصك؟ (ما الذي ينقصك)
- متى؟: وينتا؟ - وينتا تجي (متى تأتي)
- كم: شحال، شعال؟